# 偏置
偏置（英語：biasing）又称偏置、偏流，在電子學上是指在電子電路上的多個點中，通過建立預定電壓和（或）電流從而設置某個適當的工作點的方法。偏置对放大器中有源器件（active device）的初始工作条件（电流和电压）进行设置；在电子工程上，偏置应用在电晶体或电子装置，作为作业参考位准的电压。
偏壓點或靜態工作點是一個設備的工作點，簡稱靜點或Q點（quiescent point），它是在無輸入信號條件下（直流工作狀態下），在輸出特性曲線（通常顯示集極-射極間電壓（VCE）、基極電流（IB）和集極電流（IC）三者關係）上的一個點。這個術語通常應用於諸如晶體管放大電路的設計與連接調適過程中。靜態直流通路下如果工作點設置不合理，晶體管就可能工作在截止區或者是飽和區，或會在有訊號時進入其他工作區中，從而在對交流信號放大時出現輸出失真。
在電路中，可以使用直流負反饋（如利用晶體管共射極的射極電阻）來使預設的偏置狀態達到穩定，避免受溫度等環境因素產生較大偏差。